# Discodoris pusae
Discodoris pusae är en snäckart som beskrevs av Er. Marcus 1955. Discodoris pusae ingår i släktet Discodoris och familjen Discodorididae. Inga underarter finns listade i Catalogue of Life.